# 우크라이나 국제항공
우크라이나 국제항공(영어: Ukraine International Airlines)은 수도 키이우에 본사를 두고 있는 항공사로 도산한 우크라이나 항공을 대체하기 위해 설립되었다.

## 역사
1991년 소련의 해체에 따라 우크라이나가 독립한 후 1992년 10월 1일 설립하였다. 같은 해 11월 25일에 운항을 시작하였다. 우크라이나의 외국 자본과 함께 설립된 최초의 합작 회사에 속하며 설립 당초 우크라이나 민간 항공 협회와 아일랜드의 항공기 임대 회사인 기네스 피트 에비 인증(GPA)이 출자했다. 독립국가연합(CIS) 국가 중 최초로 보잉 737 기종을 도입했다. 1996년 오스트리아 항공과 스위스 항공이 투자 했으며 2001년에는 유럽 부흥 개발 은행 (EBRD)에서 540만 달러의 출자를 받았다. 그 결과 오스트리아 항공, 유럽 부흥 개발 은행이 주요 대주주가 되었다. 당초 동유럽, 북아메리카에 노선 확장을 포함한 사업 확대를 계획하고 있었지만 같은 우크라이나 항공사인 에어로스비트 항공이 급속히 사업을 확대했기 때문에 변경을 강요하면서 서유럽에 노선 운항에 주력하였다. 2013년 1월 1일, 아에로스비트가 파산하여서 그 항공사의 잔여 항공노선의 대부분을 우크라이나 국제항공이 인수하여 운항하고 있다. 2014년 하반기와 2015년 상반기부터 러시아 정부와 우크라이나 정부 간 적대국가로 전환되어서 상대방 국가 정부가 자국 운항을 금지하고 자국 영공 통과조차 금지하였다. 우크라이나 국제항공의 모든 러시아 노선들이 강제 운항금지되었고 우크라이나 국제항공의 모든 아시아 노선들은 러시아 영공을 통과할 수 없어서 우크라이나 서부-흑해-터키-조지아-아제르바이잔-이란 또는 카스피 해-카자흐스탄 등 중앙아시아 국가들 영공을 지나간다.

## 운항 노선
- 2017년 11월 기준으로 우크라이나 국제 항공은 다음과 같은 노선을 운항하고 있다.

### 코드셰어 협정
- 우크라이나 국제 항공은 다음과 같은 항공사와 코드셰어 협정을 체결하고 있다.

| - KLM (스카이팀) - S7 항공 (원월드) - TAP 포르투갈 항공 (스타얼라이언스) - 스위스 국제항공 (스타얼라이언스) - 브뤼셀 항공 (스타얼라이언스) - 알리탈리아 항공 (스카이팀) - 에어 프랑스 (스카이팀) - 에티하드 항공 - 오스트리아 항공 (스타얼라이언스) - 이베리아 항공 (원월드) | - 조지아 항공 - 핀에어 (원월드) |  |

## 보유 기종
- 2020년 2월 기준으로 우크라이나 국제 항공은 다음과 같은 기종을 보유하고 있으며 평균 기령은 13년이다.[2][3]

## 사건 및 사고
- 우크라이나 국제항공 752편 격추 사건

## 사진

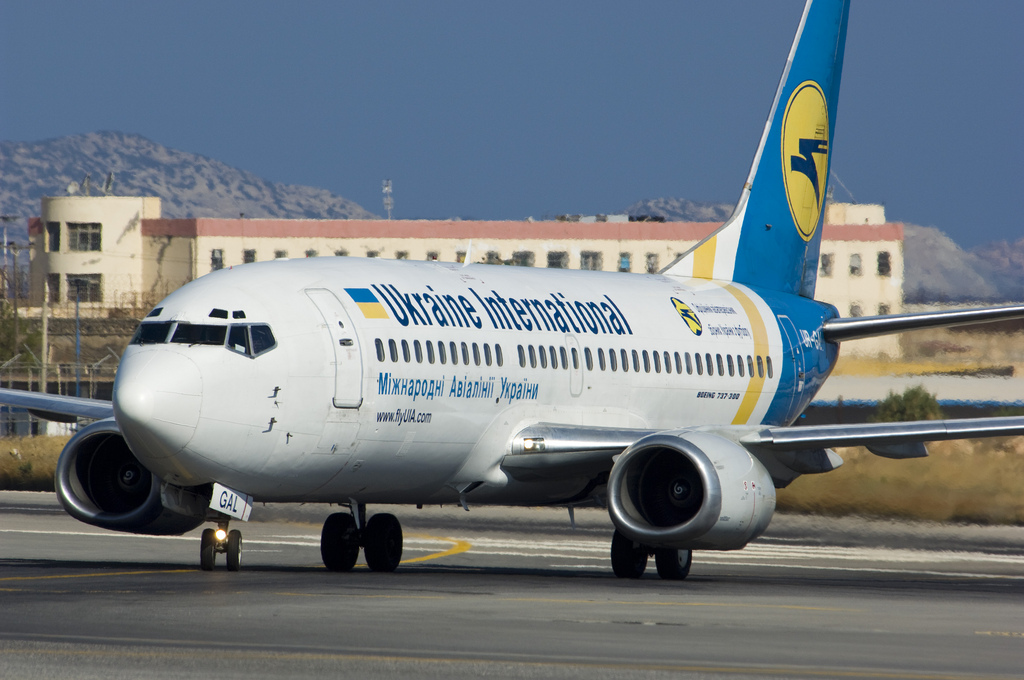
우크라이나 국제항공의 보잉 737-300
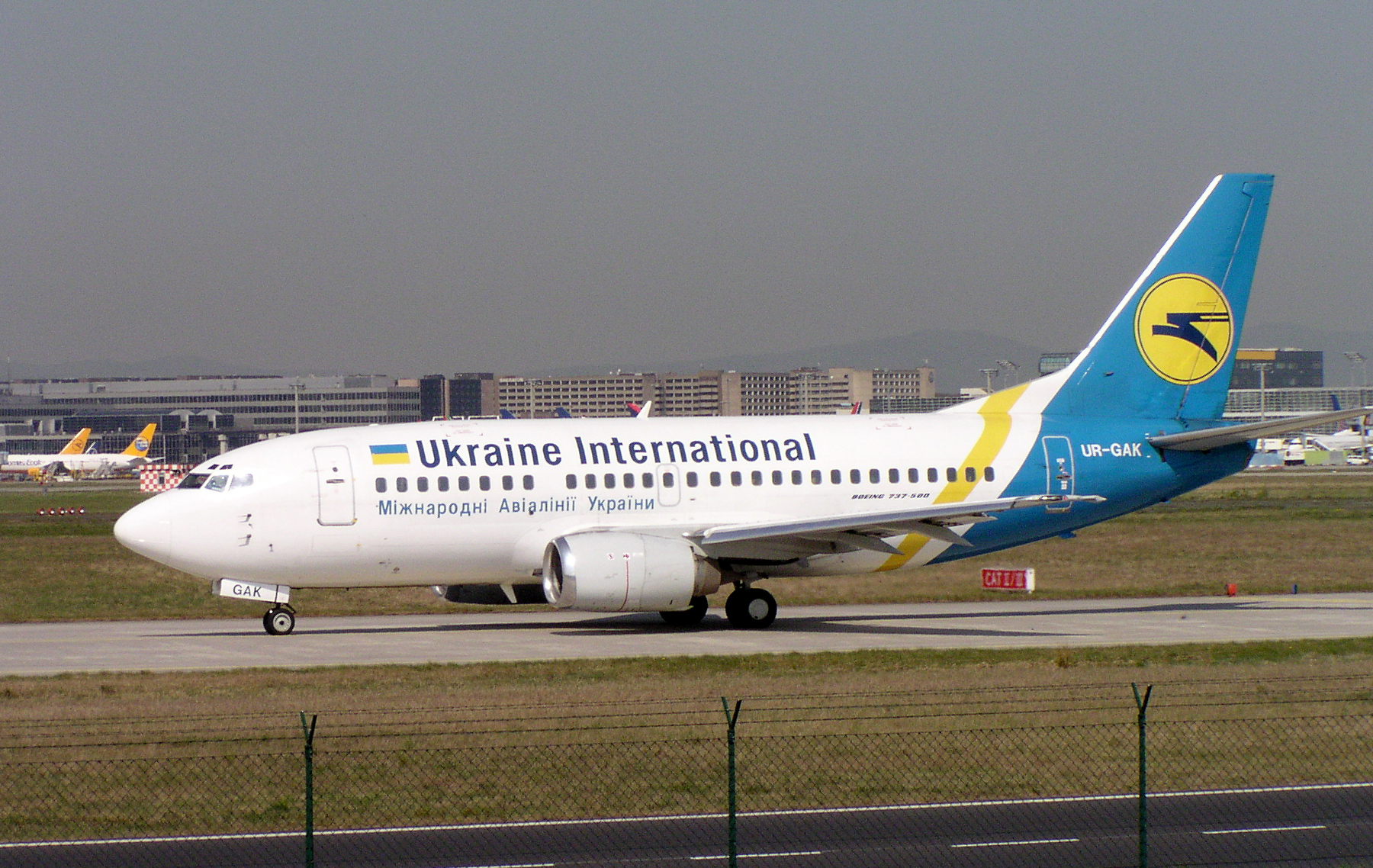
우크라이나 국제항공의 보잉 737-500
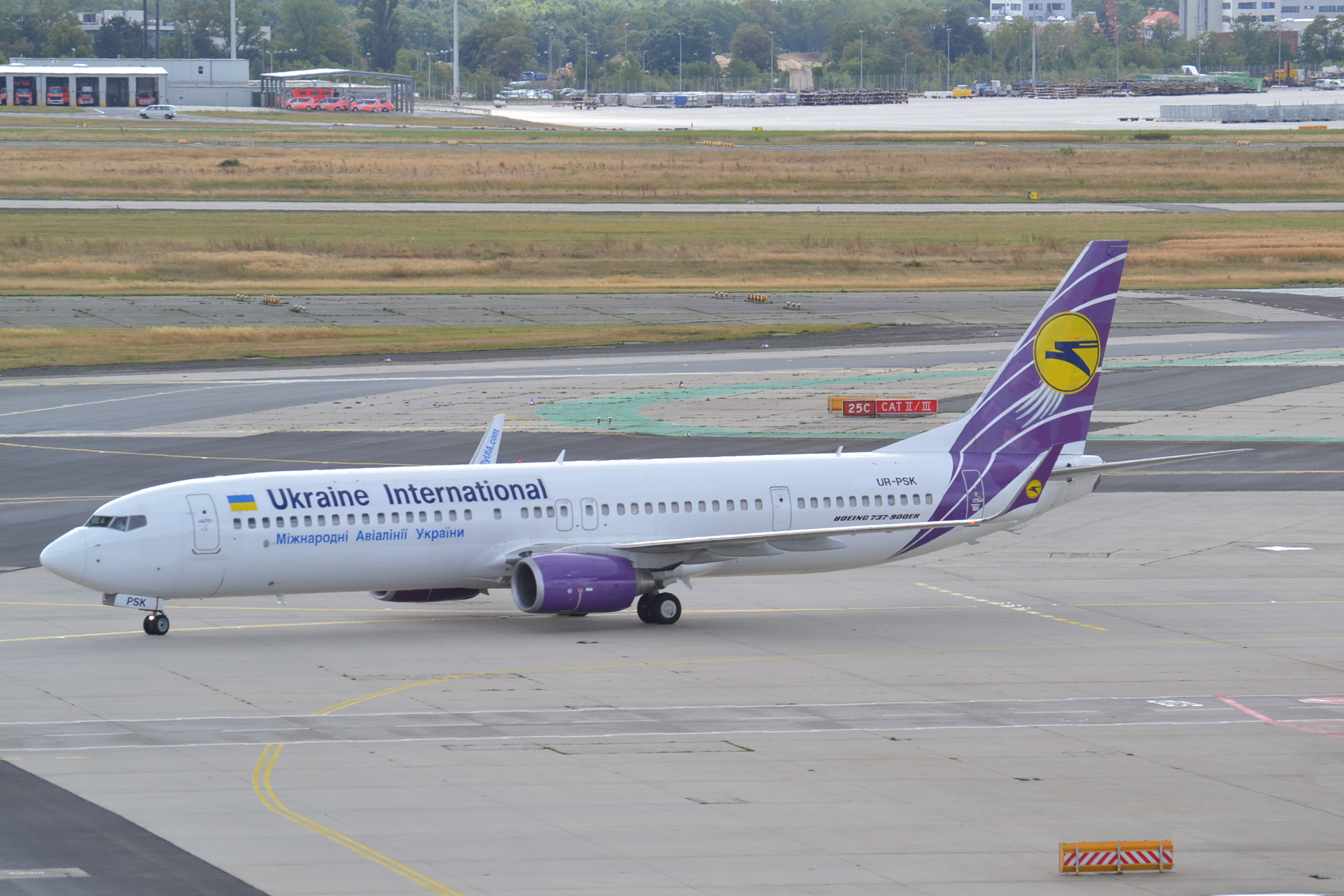
우크라이나 국제항공의 보잉 737-900ER
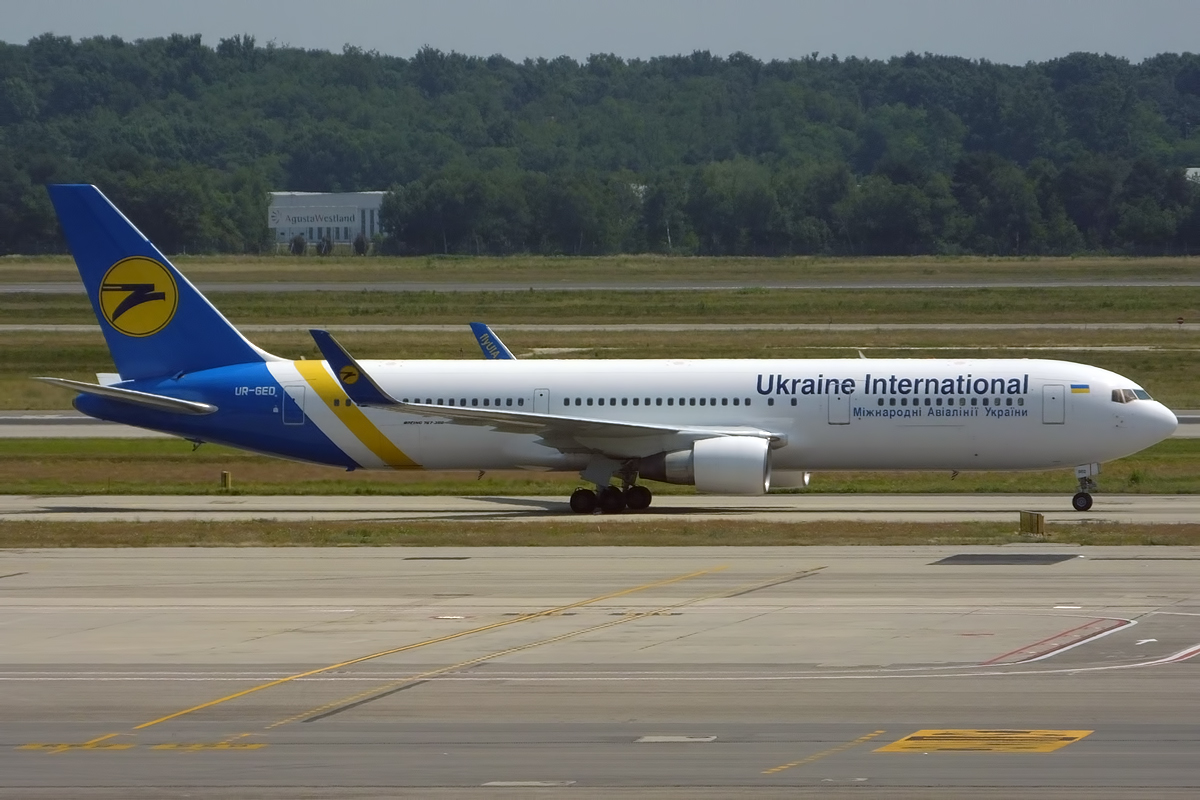
우크라이나 국제항공의 보잉 767-300ER
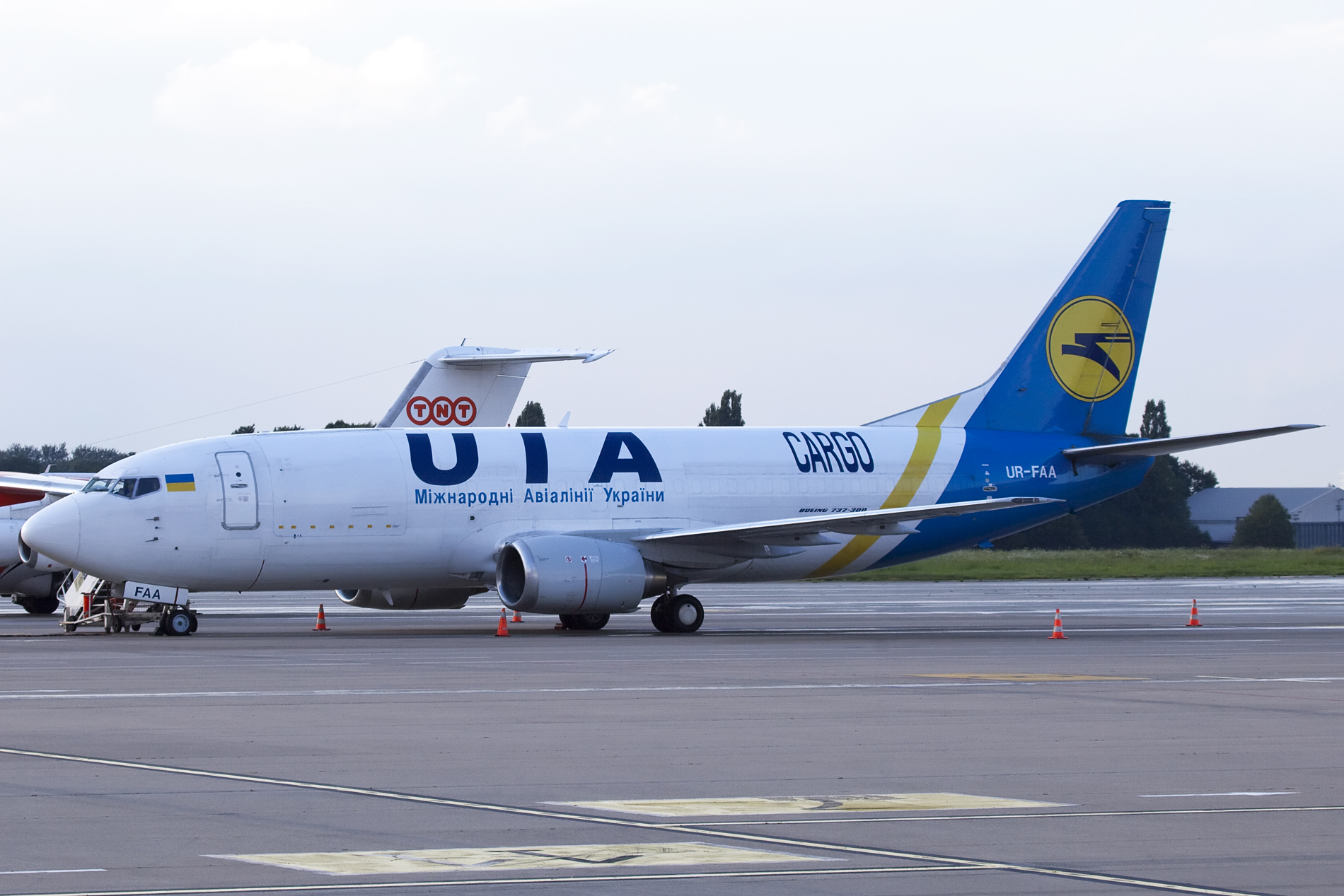
우크라이나 국제항공의 보잉 737-300F